# آرنور اطلسون
آرنور اطلسون (انگلیسی: Arnór Atlason؛ زادهٔ ۲۳ ژوئیهٔ ۱۹۸۴) از برندگان مدال‌های بازی‌های المپیک تابستانی و بازیکن هندبال اهل ایسلند است.